# Кіра-Паная
Кі́ра-Пана́я (Кіра-Панагія, грец. Κυρά Παναγία) — острів у західній частині Егейського моря, відноситься до островів Північні Споради. Територіально належить до муніципалітету Алонісос ному Магнісія периферії Фессалія.
Висота острова становить 299 м — гора Нісітіка.
Острів Кіра-Паная (Кіра-Панагія) також відомий як Пелагонісі (Пелагос), в античні часи називався Ефтірос та Поліагос.
Населення становить 10 осіб (2001), хоча в 1991 році воно нараховувало 1 особу.
На острові знаходиться монастир цнотливих дівчат.